# Фрезаграндінарія
Фрезаграндінарія, Фрезаґрандінарія (італ. Fresagrandinaria) — муніципалітет в Італії, у регіоні Абруццо, провінція К'єті.
Фрезаграндінарія розташована на відстані близько 185 км на схід від Рима, 115 км на схід від Л'Аквіли, 60 км на південний схід від К'єті.
Населення — 982 особи (2014).
Щорічний фестиваль відбувається у середу після Дня Святої Трійці. Покровитель — Madonna Grande.

## Демографія
Населення за роками:

Станом на 1 січня 2023 року в муніципалітеті офіційно проживало 80 іноземців з 11 країн, серед них 58 громадян країн Євросоюзу та 2 громадяни України.

## Сусідні муніципалітети
- Купелло
- Дольйола
- Фурчі
- Лентелла
- Мафальда
- Пальмолі
- Сан-Буоно